# Линейни кораби тип „Айрън Дюк“
Айрън Дюк (на английски: Iron Duke) са серия британски линейни кораби. Последващо развитие на линкорите от типа „Кинг Джордж V“ (пълната водоизместимост е увеличена с 4000 т). Даденият тип линейни кораби са проектирани в рамките на корабостроителната програма от 1911 г. Средната стойност на един линкор от този тип съставлява 2 000 000 фунта стерлинги. Общо в рамките на програмата, в периода 1912 – 1913 г., са построени четири кораба от този тип.

## История на разработването
В бюджета на Великобритания за 1911 г. е планирано залагането на четири линейни кораба и един линеен крайцер. Линейните кораби по програмата от 1911 г. стават последващо развитие на типовете „Орион“ и „Кинг Джордж V“, Основният препъни-камък в новия проект става избора на калибъра на противоминната артилерия.
Още на 27 юни 1909 г., в свое писмо към главния конструктор на флота Уотс, адмирал Марк Кер, идеолог на отразяването на нощните атаки на миноносците, настоява за приемане на въоръжение на 152-мм оръдия. Той пише, че флота на Германия планира да използва във всички морски сражения миноносците, даже при лошо време. Независимо от това, че няма общо мнение по повод избор на 152-мм оръдия вместо 102-мм, болшинството споделя мнението, че плясъците на 152-мм снаряди значително ще затруднят насочването на противника, а осколките им могат да повредят техните телескопични визьори. Използването на шрапнелни снаряди в нощното сражение ще позволи да не се отвличат към вражеските миноносци оръдията на главния калибър. Резултатите на своите наблюдения и размишления Кер свежда към следното:
1) Необходимо е да се установи на кораба 152-мм противоминна батарея;
2) Тя трябва да заема колкото се може по-малко място;
3) Тя не трябва да пречи на оръдията на главния калибър да води огън по основната цел;
4) При отразяване на нощни миноносни атаки следва да се използват шрапнелни снаряди;
5) Отбелязва се, че теглото на свалените 102-мм оръдия трябва да е достатъчно за поставянето на 152-мм.
Сред проектите за линкори от 1911 г. има един или два със 102-мм оръдия и останалите са със 152-мм оръдия. Началника на Управлението за военно корабостроене Филип Уотс, също така, както и неговият шеф – адмирал Фишър, се явява последователен противник на 152-мм оръдия. И за това той отстоява въоръжението от 102-мм оръдия. Но след оттеглянето на Фишър обстоятелствата се сменят не в негова полза. И когато Първият лорд на адмиралтейството, адмирал Маккена поисква поставянето на новите линкори на 152-мм оръдия, Уотс е принуден да се съгласи с това.
Всички кораби от програмата за 1911 г. – четирите линкора от типа „Айрън Дюк“ и линейният крайцер „Тайгър“ получават на въоръжение 152-мм оръдия. Строителството на всеки от супердредноутите трябва да струва на хазната 2 милиона фунта стерлинги.

## Конструкция
Линкорите от типа „Айрън Дюк“, също както и линкорите предходния тип „Кинг Джордж V“, имат въоръжение от десет 343-мм оръдия, разположени по линейно-терасовидната схема в пет двуоръдейни кули. Основните разлики спрямо предходния тип са следните:
- 1) Нормалната водоизместимост се увеличава с 2000 т при увеличаване на дължината на корпуса със 7,6 – 7,9 м и на проектното газене с 0,15 м;
- 2) 16 102-мм оръдия са заменени с 12 152-мм;
- 3) Количеството на торпедните апарати е увеличено от три до четири;
- 4) Преразпределено и малко е разширено бронирането на борда и палубите, каземата на противоминната артилерия получава защита от 152-мм плочи, вместо 89 мм;
- 5) Проектната скорост е снижена с 0,5 възела;
- 6) Увеличени са обема на горивото и радиуса на действие[1].

### Корпус
Корпуса на кораба има полубак, заемащ едва ли не половината от дължината на корпуса. Обводите са подобрени с малко, а височината на надводната част на борда е малко по-малка, отколкото при „Кинг Джордж V“. Корпуса е разделен от водонепроницаеми прегради на 24 основни отсека. Корпуса е нитован, със смесена система на набора. Двойно дъно има на 75% от дължината на кораба.
Проектната метацентрична височина съставлява 1,524 м. Фактически при нормална водоизместимост метацентричната височина е 1,494 м, а при пълна – 1,83 м.
Противоминните 152 мм оръдия са поместени в два каземата. В района на носовата надстройка на нивото на горната палуба се разполага каземат с 5 оръдия по всеки борд. Над него, на палубата на полубака, са разположени още по едно оръдие на всеки борд. Както и на предходните типове, оръдията, разположени на горната палуба, на пълен ход и особено при свежо време са заливани от водата. Това води до снижаване на ефективността от тяхното използване. Положението е подобрено с поставянето на двойни каучукови маншони на вратите и амбразурите и с поставянето на система за централизирано управление на огъня на противоминните оръдия. Системата на фирмата „Викерс“ e окомплектована s прибори „следи за стрелката“ (follow the pointer). Това позволява да се осъществява наводка от поста за управление, разположен на крилата на горния мостик, без използването на наводчик. При такъв способ за управление опръскването на каземата не пречи на процеса на насочване.

### Силова установка
Главната енергетична установка включва в себе си 2 комплекта турбини на Парсънс, работещи на 4 вала, и 18 водотръбни котела Бабкок („Айрън Дюк“ и „Бенбоу“), или Яроу („Марлборо“ и „Емперър оф Индия“), разположени в три котелни отделения (по 6 котела във всяко). Всеки котел е оборудван с три инжектора за разпръскване на нефт непосредствено върху горящите въглища.
Турбините за високо налягане за преден и заден ход, разположени в крайните бордови отсека на машинното отделение, въртят външните валове (1-ви и 4-ти), турбините ниско налягане за преден и заден ход са заключени в единен корпус и въртят вътрешните валове (2-ри и 3-ти). Всички турбини са от реактивен тип.
Проектната мощност на турбините се оценява на 29000 к.с.
Турбините Парсънс за „Айрън Дюк“ са построени от фирмата „Леирд“, за „Марлборо“ – „Хоторн“, за „Бенбоу“ – „Беардмор“, за „Емперър оф Индия“ – от фирмата „Яроу“.
Запас гориво: 3250 дълги тона (3302 т) въглища; нефт 1050 д. тона (1067 т).

### Брониране
Вертикалното брониране на борда на корабите от типа „Айрън Дюк“ се състои от горен (203 мм) и главен (305 мм долен и 229 мм горен) броневи пояси и прикрива борда на кораба по височина от нивото на горната палуба до 1,36 м под водолинията при нормална водоизместимост. Броневите плочи са с различна дебелина и са направени от цементирана броня на Круп.
Главният брониран пояс има протежение 109,7 м и покрива 58% от дължината на корпуса на участъка от разположението на главните, жизненоважни части на кораба (енергетичната установка, снарядните и барутните погреби, постовете за управление). Той се дели по височина на два отделни пояса – водолинията е защитена от 305 мм плочи до нивото на средната палуба (долната част на главния броневи пояс), а над средната палуба, до нивото на главната палуба, дебелината на плочите съставлява 229 мм.
Вертикалните стени на всички кули на главния калибър имат дебелина 279 мм. Покрива има дебелина 102 мм. Броневия настил на пода има дебелина 76 мм.

### Въоръжение

#### Артилерия на главния калибър
Десет 13,5" морски оръдия Mark V на фирмата „Викерс“, разположени в пет двуоръдейни кули на фирмата „Армстронг“. Кулите са разположени по линейно-терасовидната схема (кули „B“ и „X“ са издигнати).
Общият боекомплект е 1000 снаряда от всички типове (фугасни, бронебойни, полубронебойни, шрапнелни) или по 100 снаряда на ствол.

#### Противоминна артилерия
Дванадесет казематни 152-мм оръдия образец MK.VII с разделно зареждане, с дължина на канала на ствола 45 калибра (6840 мм) (на английски: 6"/45 BL Mk.VII), побордно в района на носовата надстройка.

#### Зенитно въоръжение
През 1915 г. в кърмовата част са поставени две 45-калибрени 76-мм зенитни оръдия образец QF Mk. I (на английски: QF 3 inch 20 cwt) с боекомплект по 150 изстрела на ствол, обаче поради липсата на кораба на прибор за управление на зенитния огън тези оръдия са практически безполезни в борбата срещу самолети и стават, може би, само за борба със сравнително бавните „цепелини“.
През 1918 г. са поставени далекомери с база 5,03 м за определяне на разстоянието до въздушните цели.

#### Торпедно въоръжение
Четири 533-мм торпедни апарата:
- 2 носови, разположени под водолинията (по един на всеки борд) в района на шпиловете;
- 2 кърмови (по един на всеки борд) на нивото на траверса на барбета на оръдейната кула „Y“.[5]

Общият боезапас съставлява 20 торпеда образци Mk.I и Мк. II, по-късно – Мк. IV.

#### Авиационно въоръжение
През 1918 г. на всички линейни кораби от типа „Айрън Дюк“ на покривите на оръдейни кули „B“ и „Q“ са поставени полетни платформи за колесните самолети-биплани „Sopwith Camel“ (или „Sopwith Pup“). Самолетите са предназначени за водене на въздушно разузнаване и коректировка на стрелбата.
През 1919 г. на всички линейни кораби полетните направляващи от авиационните платформи са свалени, макар самите платформи на кулите да са оставени.

## История на серията
Всички кораби от този тип активно се използват в годините на Първата световна война.
В съответствие с решенията на Лондонската морска конференция от 1930 г. 3 от 4 кораба (освен главния) са снети от въоръжение в периода 1931 – 1932 г.
Главният, „Айрън Дюк“, е даден за скрап през март 1946 г.

## Представители
| Название                                | Корабостроителница                     | Залагане          | Спускане на вода    | Приемане на въоръжение | Съдба                                                                                        |
| --------------------------------------- | -------------------------------------- | ----------------- | ------------------- | ---------------------- | -------------------------------------------------------------------------------------------- |
| „Айрън Дюк“ HMS Iron Duke               | Кралска корабостроителница в Портсмът  | 15 януари 1912 г. | 12 октомври 1912 г. | 12 март 1914 г.        | От юни 1929 г. е учебен кораб. През март 1946 г. е продаден за скрап.                        |
| „Марлборо“ HMS Marlborough              | Кралска корабостроителница в Девънпорт | 25 януари 1912 г. | 24 октомври 1912 г. | 12 юни 1914 г.         | Отписан през май 1932 г. и на 25 юни 1932 г. пристига в Розайт за разкомплектоване за метал. |
| „Бенбоу“ HMS Benbow                     | Корабостроителница в Бредмор           | 30 май 1912 г.    | 12 ноември 1913 г.  | 13 октомври 1914 г.    | Отписан през март 1931 г.                                                                    |
| „Емперър оф Индия“ HMS Emperor of India | Корабостроителница на „Викерс“         | 31 май 1912 г.    | 28 ноември 1913 г.  | 13 ноември 1914 г.     | Засяда на плитчина, и на 11 юни 1931 г. е потопен с артилерийски огън.                       |

## Оценка на проекта
Линейните кораби от типа „Айрън Дюк“ обладават добри маневрени качества и са леки за управление.
Като цяло този тип линкори се оказва доста ефективен.
Тези кораби са по-устойчиви оръдейни платформи, отколкото „Кинг Джордж V“, макар да страдат от заливане са склонни към зариване с носа при щормово море. Както и на корабите от другите типове, воденето на огън от оръдейните кули „Q“ и „Y“ е затруднително в лошо време, тъй като оръдейните разчети са заливани от вода.
|                                      | „Ню Йорк“ · САЩ           | „Кинг Джордж V“ · Великобритания | „Айрън Дюк“ · Великобритания        | „Дерфлингер“ · Германия          | „Кьониг“ · Германия               | „Севастопол“ Руска империя       |
| ------------------------------------ | ------------------------- | -------------------------------- | ----------------------------------- | -------------------------------- | --------------------------------- | -------------------------------- |
| Година на залагане                   | 1911                      | 1911                             | 1912                                | 1912                             | 1911                              | 1909                             |
| Година на влизане в строй            | 1914                      | 1912                             | 1914                                | 1914                             | 1914                              | 1914                             |
| Водоизместимост, нормална, т         | 27 432                    | 23 368                           | 26 100                              | 26 600                           | 25 390                            | 23 288                           |
| Пълна, т                             | 28 820                    | 26 112                           | 30 032                              | 31 200                           | 29 200                            | 25 850                           |
| Тип СУ                               | ПМ                        | ПТ                               | ПТ                                  | ПТ                               | ПТ                                | ПТ                               |
| Мощност, к.с.                        | 28 100                    | 31 000                           | 29 000                              | 63 000                           | 31 000                            | 42 000                           |
| Пълна скорост, въз.                  | 21                        | 21,7                             | 21,25                               | 26,5                             | 21                                | 23                               |
| Максимална скорост, въз.             | 21,13                     | 22,1 – 22,4                      | 21,5 – 21,8                         | 25,5 – 26,5                      | 21,2 – 21,3                       | 24                               |
| Далечина, мили (на скорост, въз.)    | 7684 (12)                 | 4060 (18,15) 6730 (10)           | 4500 (20) 8100 (12)                 | 5600 (14)                        | 6800 (12)                         | 4000 (13)                        |
| Брониране, мм                        |                           |                                  |                                     |                                  |                                   |                                  |
| Пояс                                 | 305                       | 305                              | 305                                 | 300                              | 350                               | 225                              |
| Палуба                               | 35 – 63                   | 45 – 102                         | 45 – 89                             | 50 – 80                          | 60 – 100                          | 37+25                            |
| Кули                                 | 356                       | 279                              | 279                                 | 270                              | 300                               | 203                              |
| Барбети                              | 254                       | 254                              | 254                                 | 260                              | 300                               | 150                              |
| Рубка                                | 305                       | 279                              | 279                                 | 300                              | 350                               | 254                              |
| Схема на разполагане на въоръжението |                           |                                  |                                     |                                  |                                   |                                  |
| Въоръжение                           | 5×2×356/45 21×127/51 4 ТА | 5×2×343/45 16×102/50 4×1 47 3 ТА | 5×2×343/45 12×152-мм/45 4×1 47 4 ТА | 4×2×305/50 12×150/45 4×1×88 4 ТА | 5×2×305/50 14×150/45 10×1 88 5 ТА | 4×3×305/52 16×120/50 4×1 47 4 ТА |

## Коментари
1. ↑  За британските и американските кораби в източниците водоизместимостта е давана в дълги тона, за това тук тя е преизчислена в метрични тонове